# La Fortaleza und San Juan National Historic Site in Puerto Rico
La Fortaleza und San Juan National Historic Site in Puerto Rico ist eine von der UNESCO gelistete Stätte des Weltkulturerbes im Freistaat Puerto Rico, einem nichtinkorporierten  Außengebiet der Vereinigten Staaten von Amerika. Die Welterbestätte umfasst die Residenz La Fortaleza und die historische Stätte San Juan National Historic Site in der Altstadt von San Juan, der Hauptstadt des Inselstaates an der Nordküste der Hauptinsel Puerto Rico.

## Hintergrund
San Juan wurde 1508 von spanischen Eroberern als älteste Siedlung der Europäer auf Puerto Rico gegründet. Wegen seiner strategischen Lage war es schon bald den Angriffen anderer europäischer Mächte ausgesetzt, vor allem der Engländer und Franzosen. Zur Verteidigung der Hafenzufahrt und der Stadt wurden mehrere Festungen errichtet und die Stadt mit einer Stadtmauer umgeben. Die wichtigsten Elemente der Befestigung von San Juan stammen aus dem 16. bis 19. Jahrhundert. Sie stellen charakteristische Beispiele für die Bauweisen dar, die in dieser Zeit in der Militärarchitektur verwendet wurden.

## Eintragung
1983 wurden die Verteidigungsbauwerke aufgrund eines Beschlusses der 7. Sitzung des Welterbekomitees unter der Bezeichnung La Fortaleza and San Juan Historic Site in Puerto Rico in die Liste des UNESCO-Welterbes eingetragen. Die Eintragung erfolgte aufgrund des Kriteriums iv.

„(iv): La Fortaleza und San Juan Historic Site zeigen in herausragender Weise die Anpassung der europäischen Entwicklungen in der Militärarchitektur vom 16. bis 20. Jahrhundert an den karibischen Kontext. Sie repräsentieren die Kontinuität von mehr als vier Jahrhunderten architektonischer, technischer, militärischer und politischer Geschichte.“

2006 wurde die Bezeichnung in La Fortaleza and San Juan National Historic Site in Puerto Rico geändert. 2016 wurde eine Korrektur des Grenzverlaufs der Welterbestätte durchgeführt. Neben kleineren Korrekturen wurde dabei vor allem der Schutzbereich um das Castillo de San Felipe del Morro herum vergrößert und auf der Isla de Cabras anstelle einiger Reste von Verteidigungsanlagen an der Nordküste ein Gebiet im Süden der Insel um das Fortín San Juan de la Cruz herum dazugenommen.

## Areal
Das Schutzgebiet hat eine Fläche von 33,39 ha. Es umgibt die Altstadt von San Juan auf drei Seiten vom Süden im Uhrzeigersinn bis in den Osten und folgt dem Verlauf der Stadtmauer. Als getrennter Bereich gehört noch das Gebiet um das Fortín San Juan de la Cruz auf der westlich der Altstadt gelegenen Insel Isla de Cabras dazu.

### La Fortaleza
La Fortaleza (Lage) ist die älteste Verteidigungsanlage von San Juan. Die Festung wurde zwischen 1533 und 1540 zum Schutz des Hafens errichtet. Nach Errichtung des Castillo de San Felipe del Morro verlor sie ihre strategische Bedeutung und wurde schließlich als Amtssitz und Residenz des Gouverneurs von Puerto Rico genutzt.
Am 9. Oktober 1960 wurde La Fortaleza zu einer National Historic Landmark erklärt und am 15. Oktober 1966 in das National Register of Historic Places eingetragen.

### San Juan National Historic Site
Die San Juan National Historic Site umfasst weitere Verteidigungsanlagen der Altstadt von San Juan. Dazu zählen vor allem das Castillo de San Felipe del Morro (Lage), das Castillo San Cristobal (Lage) mit seinen Außenwerken, der Großteil der Stadtmauer (Lage) mit dem San Juan Gate und das Fortín San Juan de la Cruz (genannt El Cañuelo, Lage) auf der Isla de Cabras.
Am 14. Februar 1949 wurde eine diese Verteidigungsanlagen umfassende historische Stätte errichtet, die am 15. Oktober 1966 als National Historic Site in das National Register of Historic Places eingetragen wurde.

## Bilder

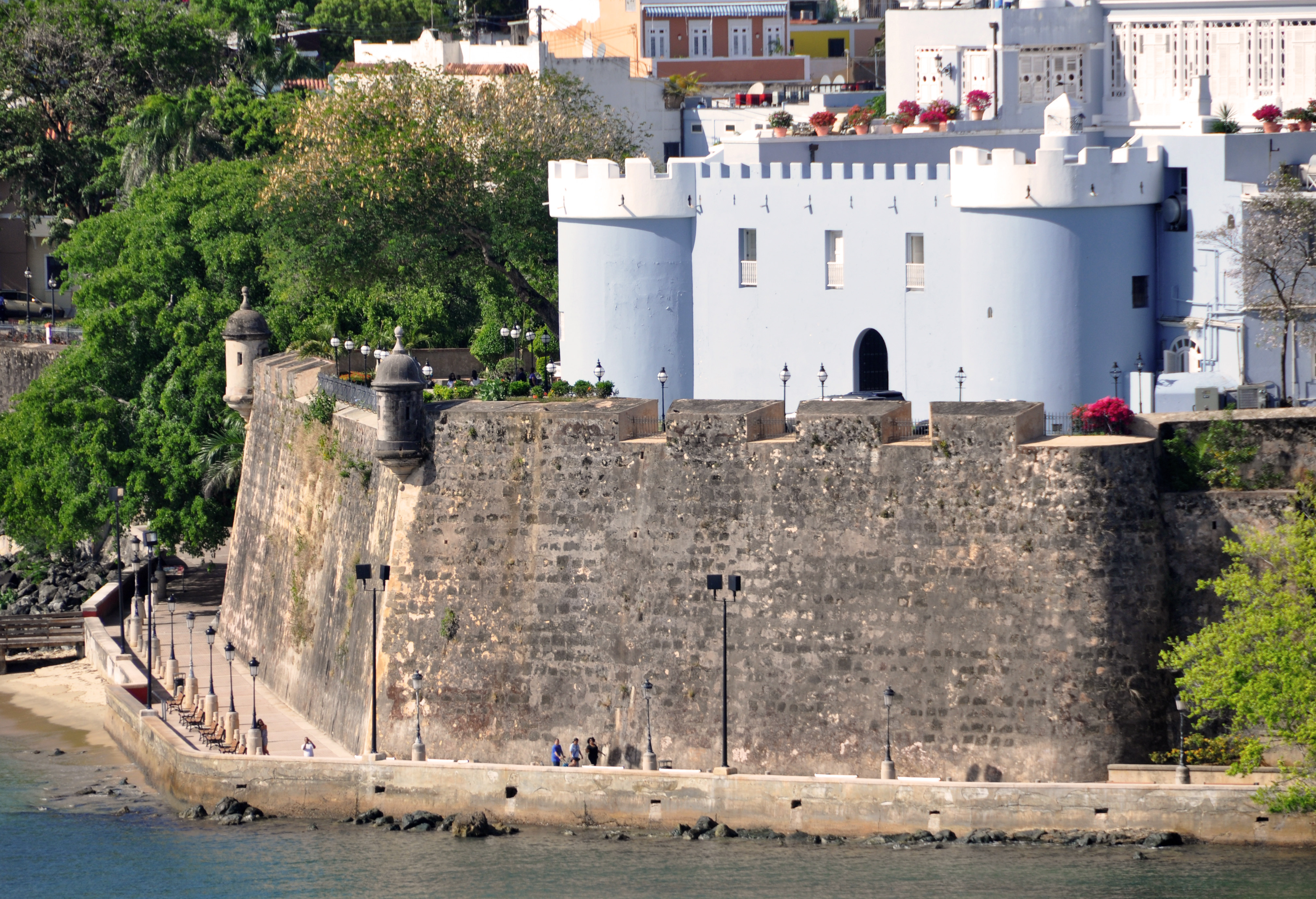
La Fortaleza
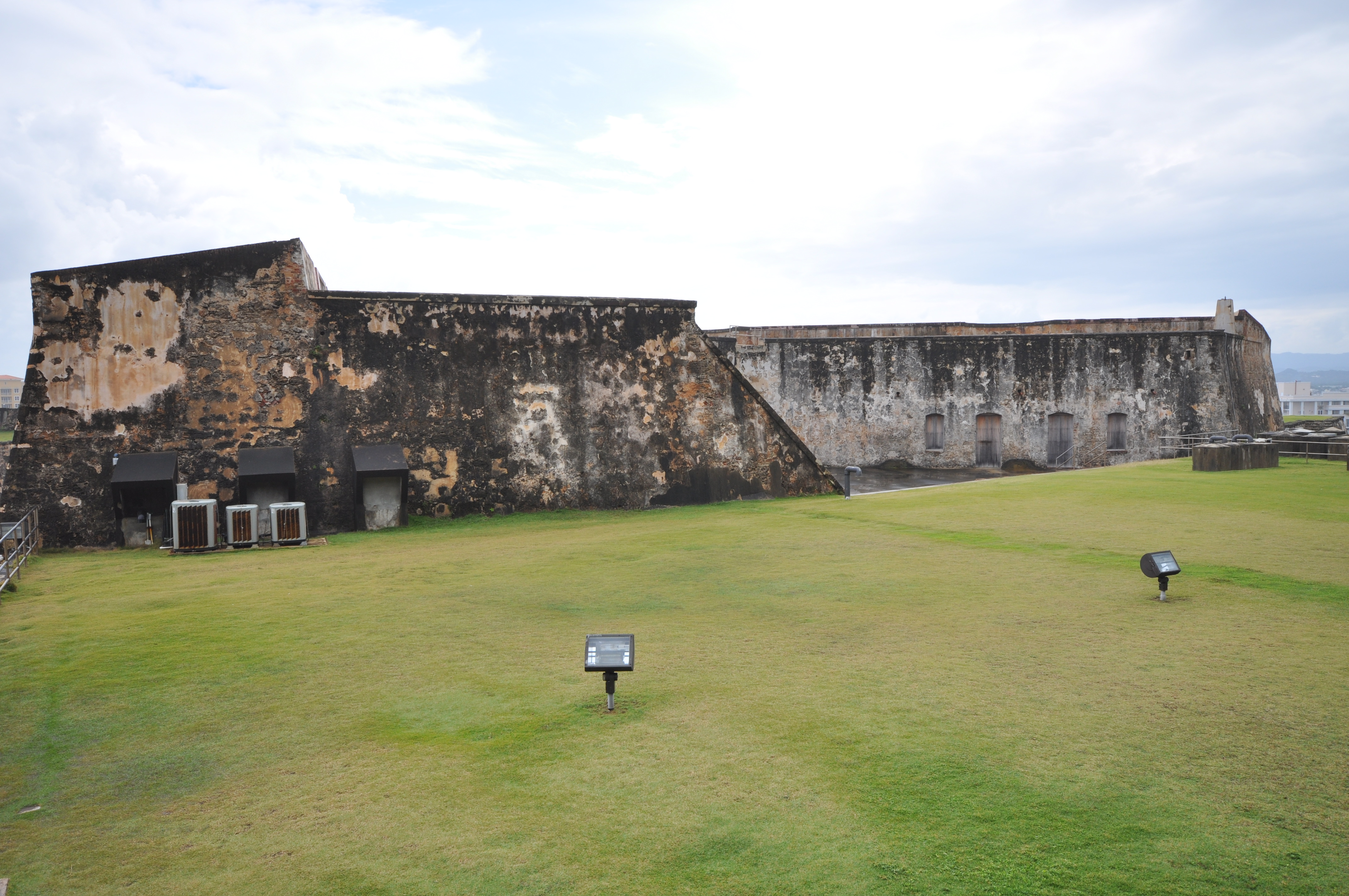
Castillo San Cristobal
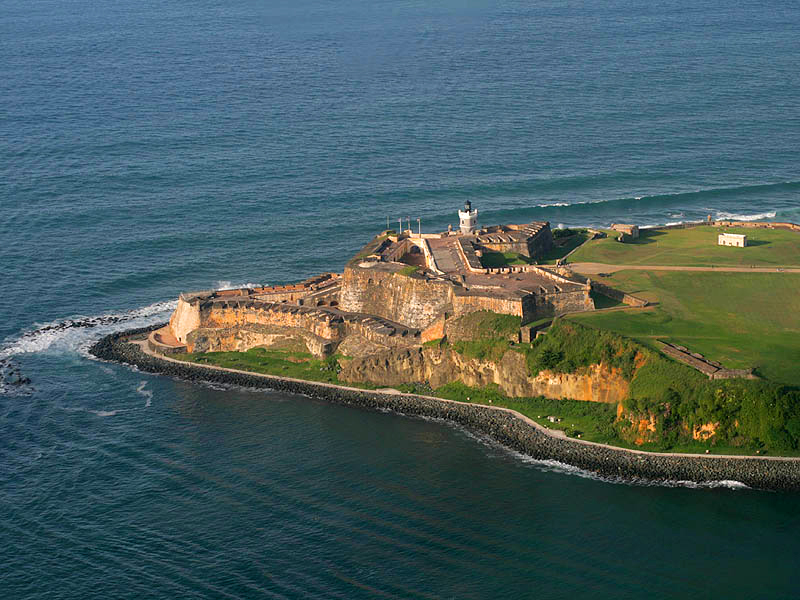
Castillo de San Felipe del Morro
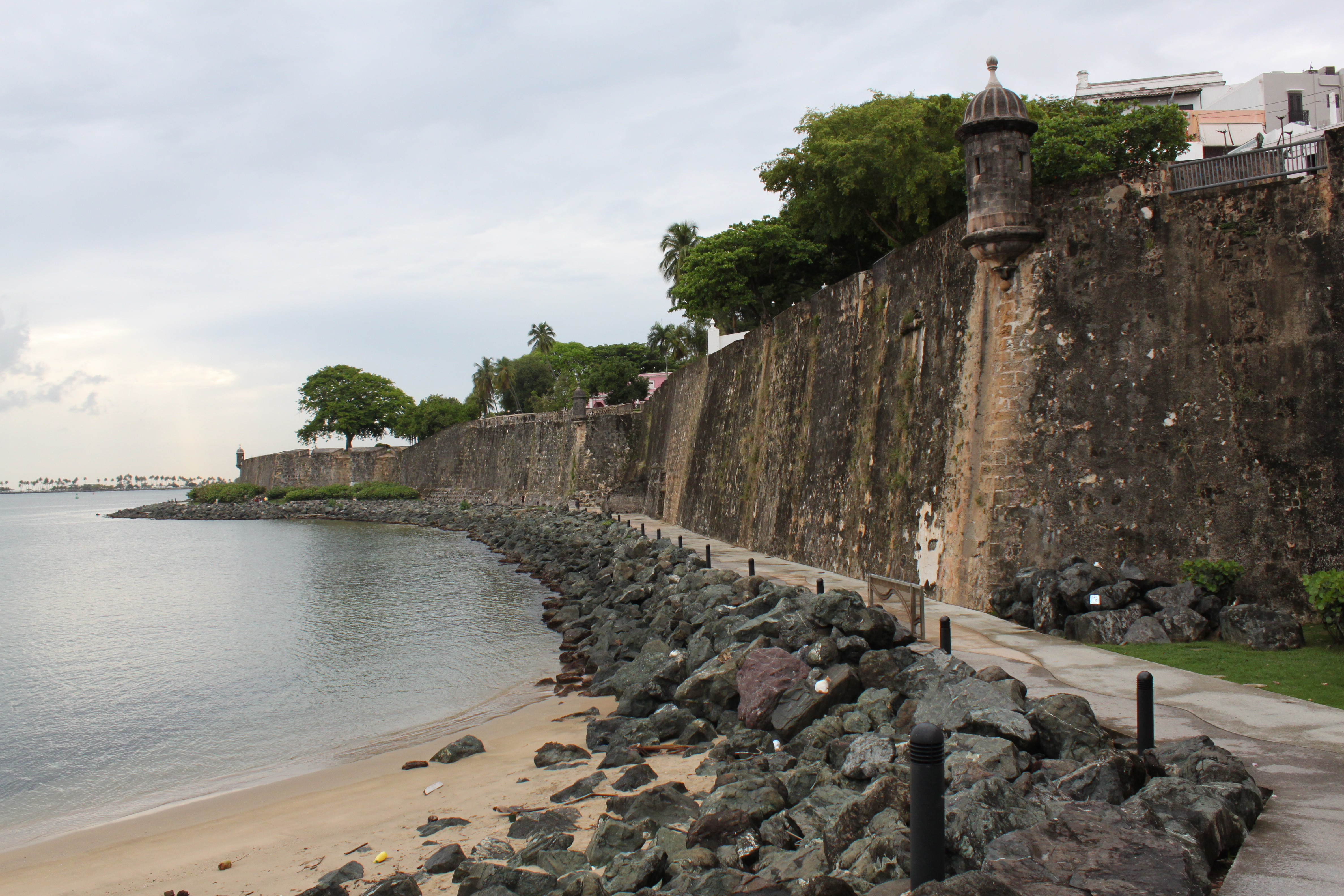
Stadtmauer von San Juan
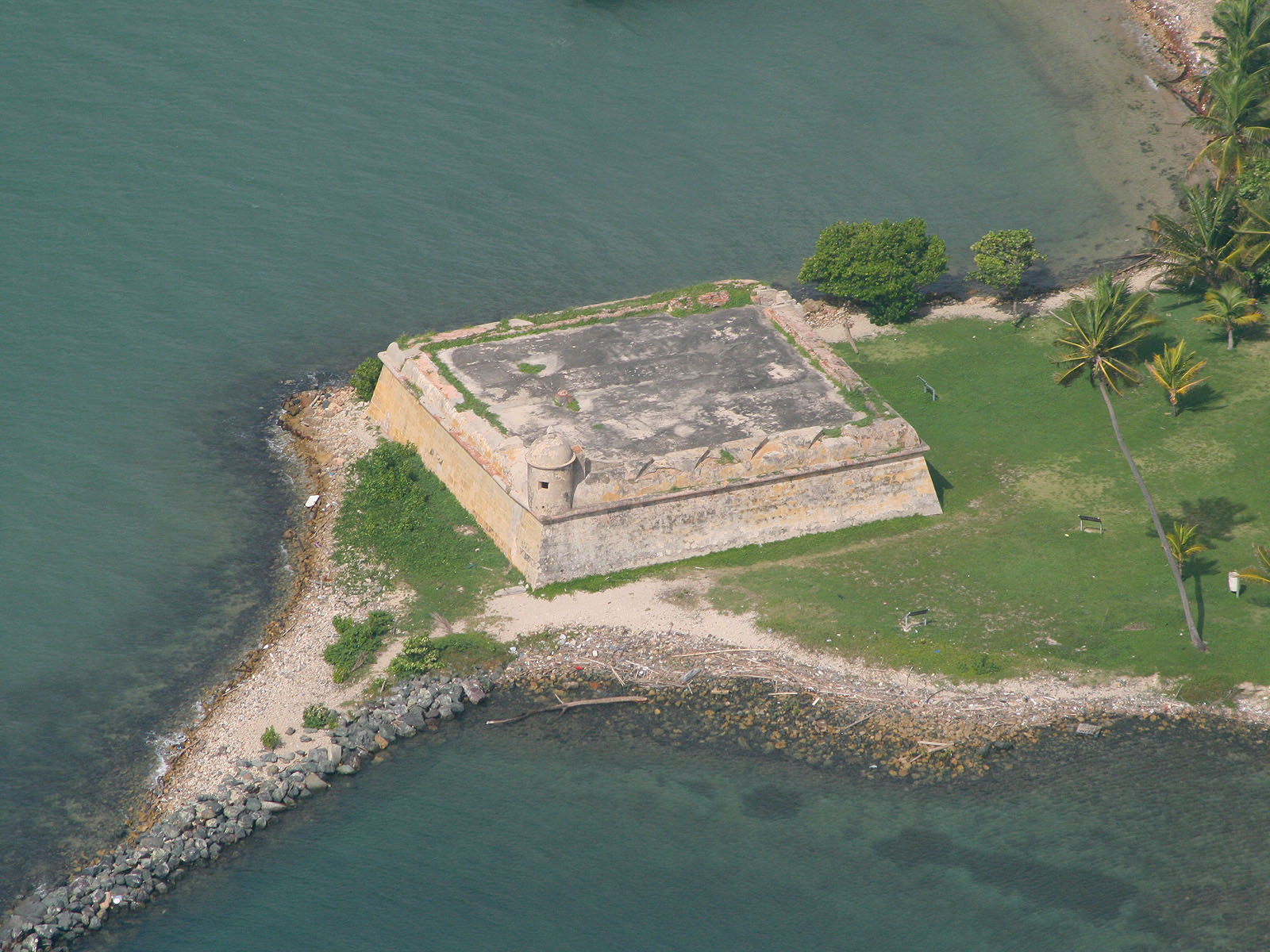
Fortín San Juan de la Cruz